# Joe Clark
Charles Joseph Clark (High River, 5 de junio de 1939) es un periodista, empresario, profesor y político canadiense que ejerció como primer ministro de Canadá entre 1979 y 1980.
Nacido en un pequeño pueblo de Alberta, Clark se dedicó al periodismo, para luego empezar a involucrarse en la política desde su época de estudiante universitario. A pesar de su juventud e inexperiencia, Clark ascendió rápidamente en la política federal, entrando al parlamento en las elecciones de 1972 y siendo inesperadamente electo líder del Partido Conservador Progresista en 1976. En las elecciones de 1979 derrotó al primer ministro liberal Pierre Trudeau, pero solo ganó un frágil gobierno en minoría. Al asumir como primer ministro el día antes de cumplir cuarenta años, Clark es hasta ahora la persona más joven que ha ocupado dicho cargo, además de la primera proveniente del oeste del país.
En diciembre, Clark propuso un presupuesto para el año siguiente, este impondría fuertes medidas de austeridad para lidiar con la crisis económica que atravesaba el país. El parlamento rechazó el presupuesto, lo que resultó en una moción de censura que llamó a elecciones anticipadas. Trudeau, quien anteriormente había dicho que planeaba retirarse de la política, derrotó fácilmente a Clark en las elecciones de 1980, lo que puso fin al gobierno conservador luego de menos de un año. Clark perdió el liderazgo de su partido en 1983, al ser derrotado por Brian Mulroney, quien sería electo primer ministro el año siguiente.
Luego de formar parte del gabinete de Mulroney, Clark decidió retirarse de la política en 1993, pero volvería a esta cinco años después, para liderar al Partido Conservador Progresista hasta 2003, cuando fue sucedido por Peter MacKay. Cuando poco después MacKay decidió fusionar el Partido Conservador Progresista con el Partido Alianza Canadiense de Stephen Harper, para crear el Partido Conservador, Clark decidió no unirse este, siendo en su lugar un parlamentario independiente hasta que decidió retirarse de la política en 2004. Clark hoy se desempeña como profesor universitario y presidente de su propia consultoría.